# Properidin

Strukturformel för properidin.

Properidin, summaformel C16H23NO2, är ett smärtstillande preparat som tillhör gruppen opioider. Det är isopropylanalogen till petidin (meperidin).
Substansen är narkotikaklassad och ingår i förteckningen N I i 1961 års allmänna narkotikakonvention, samt i förteckning II i Sverige.